# Pazzi

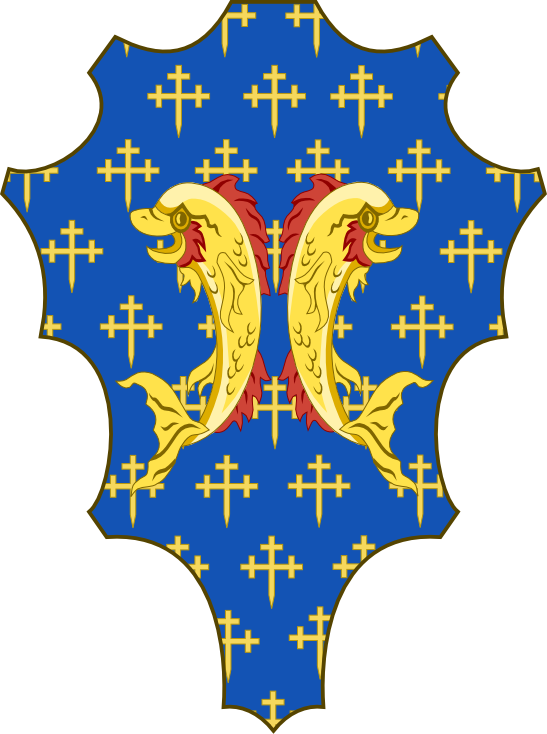
Herb Pazzich

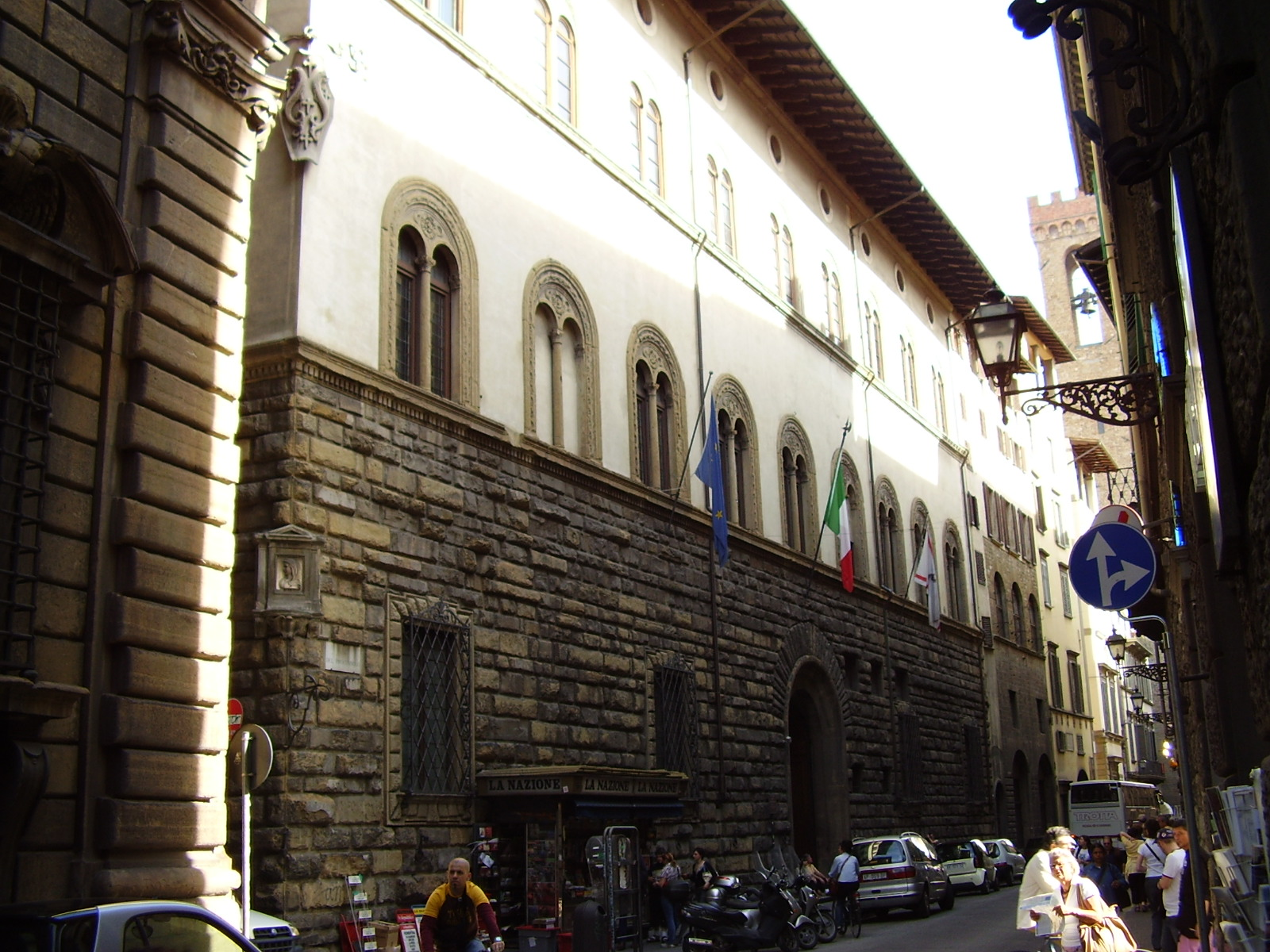
Palazzo Pazzi we Florencji

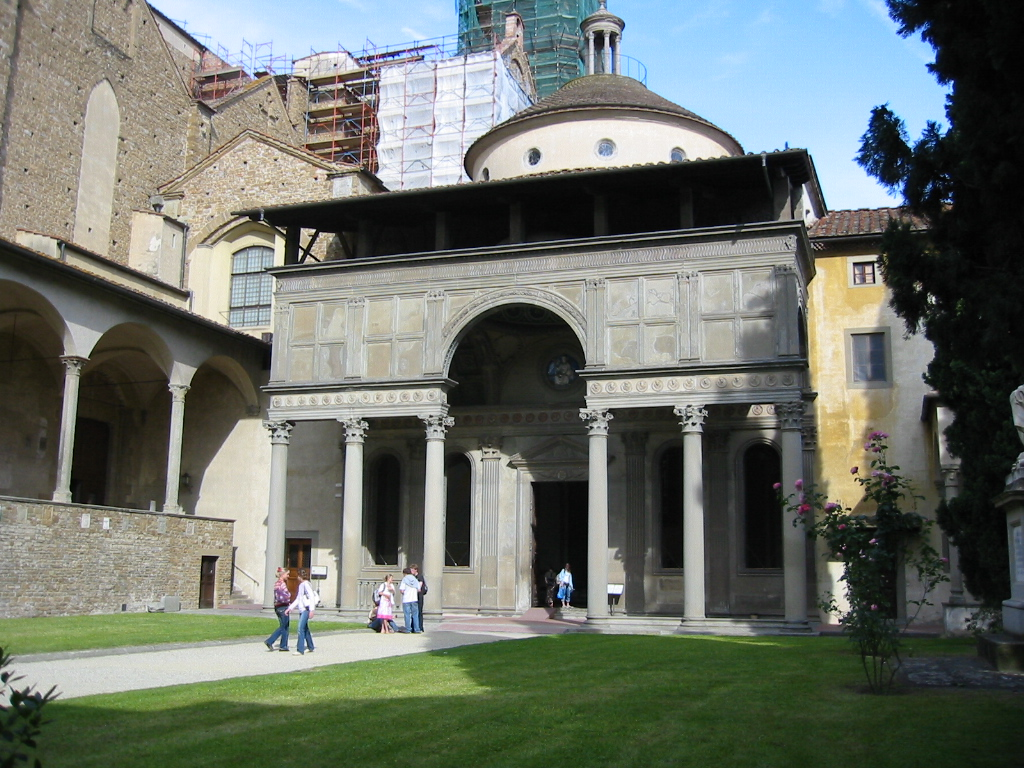
Kaplica Pazzich we Florencji

Rodzina Pazzich – patrycjuszowski ród z Florencji, którego szczyt znaczenia przypadł na XV w.; znany z tzw. spisku Pazzich oraz działalności na polu mecenatu artystycznego.

## Historia
Rodzina Pazzich miała wywodzić się od rycerza I krucjaty imieniem Pazzo, który miał wsławić się tym, iż był jednym z pierwszych krzyżowców, którzy wdarli się na mury Jerozolimy podczas jej zdobycia.
Przedstawiciele rodu rozwijali działalność bankierską, dzięki której znacznie się wzbogacili. Niektórzy z jej przedstawicieli byli kondotierami, np. Jacopo de' Pazzi, żyjący w pierwszej połowie XIII w. Do szczytu potęgi doszli w XV w., kiedy zaczęli ingerować nie tylko w politykę florencką, ale także i ogólnowłoską. W 1478 r. zorganizowali inspirowany przez papieża Sykstusa IV tzw. spisek Pazzich w celu obalenia Medyceuszy i przejęcia władzy we Florencji przez stronników papieża. Został wówczas ranny władający Florencją Wawrzyniec Wspaniały, a jego brat Giuliano zginął, spisek jednak się nie powiódł (zginął m.in. jeden z jego przywódców, Jacopo de' Pazzi), a przedstawiciele rodziny Pazzich byli zmuszeni do ucieczki z miasta na pewien czas. 
Wśród późniejszych członków rodu wyróżnić trzeba Cosimo de' Pazzi, który był arcybiskupem florenckim w latach 1508–1513, oraz Marię Magdalenę de’ Pazzi, karmelitankę uznaną za świętą w XVII w.

## Mecenat
Przedstawiciele rodu Pazzich w XV w. finansowali różne przedsięwzięcia artystyczne. Najbardziej znanym z nich jest kaplica Pazzich przy kościele Santa Croce we Florencji zaprojektowana przez Filippo Brunelleschiego na zamówienie Andrei de' Pazzi. 
We Florencji znajduje się także pałac Pazzich (Palazzo Pazzi), siedziba rodu, przebudowana przez Giuliano da Maiano w drugiej połowie XV w., a także pałac Pazzi-Ammannati, mniejszy, pochodzący z XVI w.

## Związki z Polską
Ród Pazzich został uznany w XVII w. przez polski ród magnacki Paców za dalekich krewnych, wywodzących się od wspólnego przodka (protoplasta Paców, według dorobionej przez nich mitologii miał przybyć na Litwę z Italii). Sprzyjało temu podobne nazwisko oraz podobieństwo herbu Pazzich do Pacowskiej Gozdawy. W efekcie Pazzi przysłali Pacom relikwie św. Marii Magdaleny de’ Pazzi, a Pacowie poświęcili jej kościół w Pożajściu.

## Pazzi w kulturze
Rodzina Pazzich często była wykorzystywana w twórczości literackiej i filmowej, m.in.:
- Carlino de’ Pazzi (zm. 1348) wspomniany został w Boskiej komedii Dantego (autor umieścił go w Piekle, w kręgu zdrajców)
- w powieści Thomasa Harrisa Hannibal, a także w nakręconym na jego podstawie filmie, pojawia się fikcyjny komisarz policji florenckiej Rinaldo Pazzi, potomek rodziny Pazzich (zostaje powieszony na balkonie pałacu Vecchio, jak jeden z przywódców spisku Pazzich, arcybiskup Francesco Salviati)
- Spisek Pazzich jest jednym z wątków w grze Assassin’s Creed II. Jacopo de' Pazzi, jego syn Francesco de’ Pazzi i jego wnuk Vieri przedstawieni zostają w niej jako templariusze, którzy giną z ręki asasyna Ezia Auditore da Firenze, mszczącego się za śmierć ojca i braci, do której przyczynili się Pazzi.
- O rodzinie Pazzich można przeczytać w serii książek Juliette Benzoni „Fiora i ...”. Książka „Fiora i papież” najbardziej skupia się na rodzinie Pazzich, gdzie opisany jest spisek z papieżem.